# Горизонт Киллинга
В физике горизонт Киллинга — это нулевая гиперповерхность, определяемая обращением в нуль нормы поля Киллинга (оба названы в честь Вильгельма Киллинга).

## Плоское пространство-время
В пространстве-времени Минковского, в псевдодекартовых координатах {\displaystyle (t,x,y,z)} с сигнатурой {\displaystyle (+,-,-,-),} пример горизонта Киллинга представлен ускорением Лоренца (вектор Киллинга пространства-времени)
{\displaystyle V=x\,\partial _{t}+t\,\partial _{x}.}
Площадь нормы {\displaystyle V} равен
{\displaystyle g(V,V)=x^{2}-t^{2}=(x+t)(x-t).}
Следовательно, {\displaystyle V} имеет значение NULL только на гиперплоскостях уравнений
{\displaystyle x+t=0,{\text{ и }}x-t=0,}
так, что вместе взятые, они являются горизонтами Киллинга, созданными {\displaystyle V}.
С горизонтом Киллинга связана геометрическая величина, известная как поверхностная гравитация, {\displaystyle \kappa }. Если поверхностная гравитация исчезает, горизонт Киллинга называется вырожденным.

## Горизонты Киллинга чёрной дыры
Точные метрики чёрной дыры, такие как метрика Керра — Ньюмана, содержат горизонты Киллинга, которые совпадают с их эргосферой. Для этого пространства-времени горизонт Киллинга расположен в
{\displaystyle r=r_{e}:=M+{\sqrt {M^{2}-Q^{2}-a^{2}\cos ^{2}\theta }}.}
В обычных координатах за пределами горизонта Киллинга поле {\displaystyle \partial /\partial t} вектора Киллинга подобно времени, а внутри — подобно пространству. Температура излучения Хокинга связана с поверхностной гравитацией {\displaystyle c^{2}\kappa } на {\displaystyle T_{H}={\frac {\hbar c\kappa }{2\pi k_{B}}}} с :{\displaystyle k_{B}}.

## Космологические горизонты Киллинга
Пространство Де Ситтера имеет горизонт Киллинга радиуса {\displaystyle r={\sqrt {3/\Lambda }}}, который испускает тепловое излучение при температуре {\displaystyle T=(1/2\pi ){\sqrt {\Lambda /3}}}.